# STS-76
STS-76 (englisch Space Transportation System) ist eine Missionsbezeichnung für das US-amerikanische Space Shuttle Atlantis (OV-104) der NASA. Der Start erfolgte am 22. März 1996. Es war die 76. Space-Shuttle-Mission, der 16. Flug der Raumfähre Atlantis, der fünfte Flug im Rahmen des Shuttle-Mir-Programms und die dritte Kopplung einer US-Raumfähre an die Raumstation Mir.

## Mannschaft

### Shuttle-Besatzung
- Kevin Chilton (3. Raumflug), Kommandant
- Richard Searfoss (2. Raumflug), Pilot
- Ronald Sega (2. Raumflug), Missionsspezialist
- Michael Clifford (3. Raumflug), Missionsspezialist
- Linda Godwin (3. Raumflug), Missionsspezialistin

### Mir-Crew Hinflug
- Shannon Lucid (5. Raumflug)

### Ersatz
- John Blaha für Lucid

Chilton (damals als Pilot), Clifford und Godwin waren bereits bei STS-59 gemeinsam im All gewesen.

## Missionsbeschreibung
Mit der dritten Rendezvous-Mission wurde die Astronautin Shannon Lucid zur Raumstation Mir gebracht. Außerdem wurden Versorgungsgüter, Ausrüstungen und Experimentiergut geliefert, verschiedene Geräte außenbords der Station montiert sowie technologische und biologische Experimente im Spacehab durchgeführt.
Die Kopplung der Atlantis an das Shuttle Docking Module (SDM) der Station erfolgte am 3. Flugtag. Danach wurden Gyrokreisel zur Lageregelung, ein Strom-Umformer, Batterien, Experimentiergut (Microgravity in a Box, Liquid Phase Sintering), Nahrungsmittel, Wasser, Filme, Bekleidung und eine speziell angepasste Sitzschale für Shannon Lucid aus der Atlantis in die Station geschafft (insgesamt 862 kg). In der Gegenrichtung wurden ausgediente Geräte und Proben verschiedener Experimente transportiert. Dazu gehörten vor allem Blut-, Speichel- und Urinproben der Langzeitflieger. Auf der Erde wurden diese Proben analysiert. Damit will man einschätzen, wie stark sich das Risiko für Nierenerkrankungen in der Schwerelosigkeit erhöht und wie sich der Proteinstoffwechsel verändert.
Beim Außenbordeinsatz von Godwin und Clifford am 27. März (6:02 h) wurden am SDM der Station vier passive Geräte montiert (MEEP). Mit dem Polished Plate Micrometeorid Debris Collector (PPMDC) wurde die Anzahl und Stärke von Mikrometeoriteneinschlägen ermittelt. Es ließen sich außerdem Aussagen über Größe, Ursprung und Wirkung der Staubteilchen machen. Beim Orbital Debris Collector (ODC) handelte es sich um einen weiteren Staubsammler. Damit wurden sowohl vom Menschen verursachte Verunreinigungen als auch kosmische Partikel eingesammelt. Komplettiert wurde der Experimentalkomplex von zwei Päckchen mit unterschiedlichen Materialien, die beim Bau der Internationalen Raumstation zum Einsatz kommen sollen (POSA I und II). Dazu gehörten Farbschichten, Glas, mehrlagiges Isolationsmaterial und verschiedene Metalle. Alle vier Experimente sollten in etwa 18 Monaten wieder abgebaut und zur näheren Untersuchung auf die Erde transportiert werden. Zudem wurden neue Halteleinen und Fußhalterungen erprobt und eine Videokamera vom Kopplungsmodul demontiert. Zum zweiten Mal hatten die Raumfahrer das Rettungspaket SAFER (Simplified Aid For EVA Rescue) zur Verfügung. Dabei handelt es sich um eine kleine Manövriereinheit mit 24 Stickstoffdüsen, mit denen sich ein in Not geratener Astronaut zurück zum Shuttle bewegen kann. Die Geräte sind auf dem Rücken der Raumfahrer montiert und erreichen eine maximale Geschwindigkeitsänderung von 3 Metern pro Sekunde. Normalerweise werden die Astronauten aber durch Sicherungsleinen vor einem Abdriften vom Raumfahrzeug bewahrt.

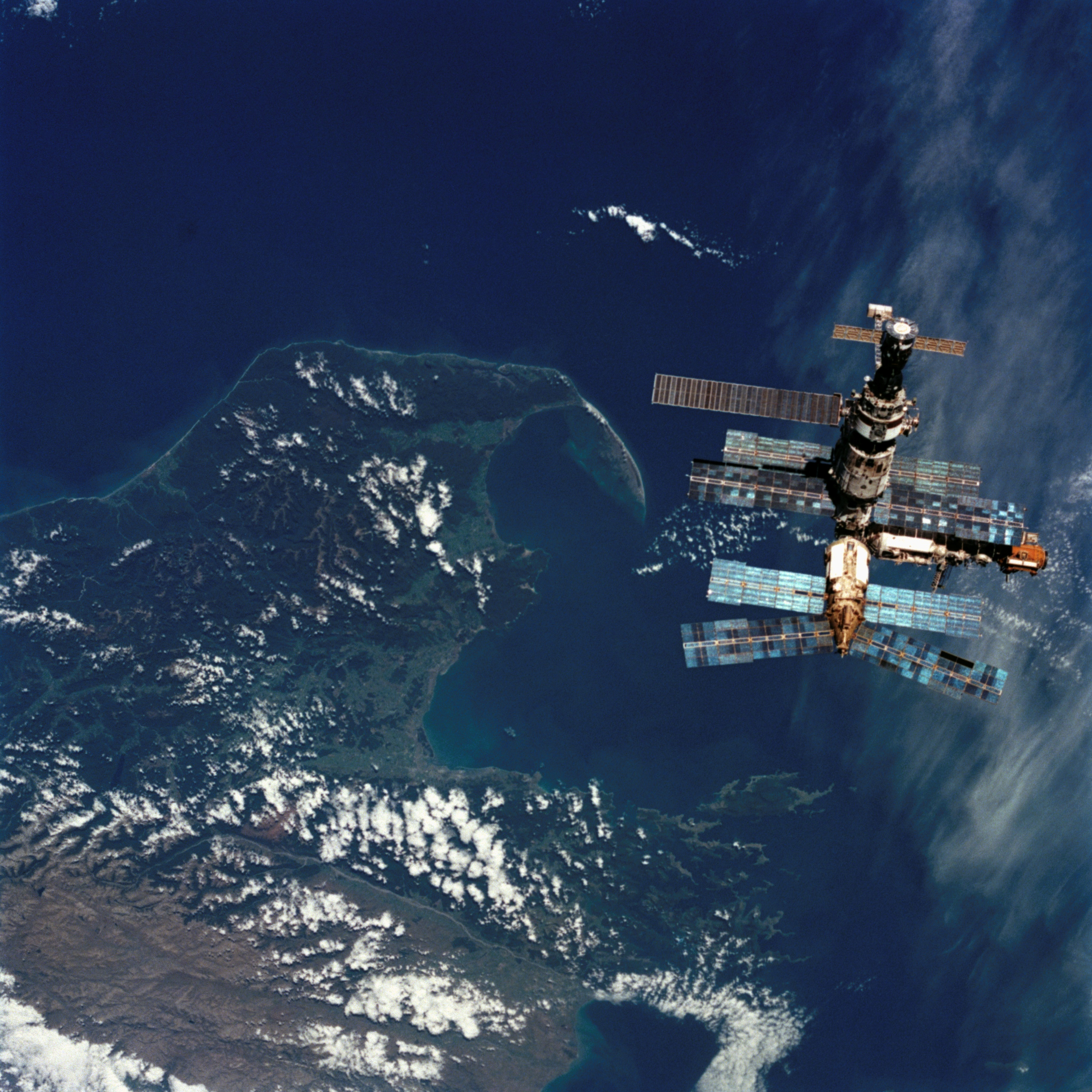
Mir aufgenommen von STS-76

Im Spacehab war das von der ESA entwickelte BioRack im Einsatz. Mit ihm sollte die Widerstandsfähigkeit gegen kosmische Strahlung sowie die Auswirkungen der Schwerelosigkeit auf verschiedene biologische Proben erforscht werden. Untersuchungsobjekte waren Knochengewebe, hematopoietische Zellen, das Enzym PKC, Pflanzenwurzeln und Pflanzenzellen. Bei letzteren wurden Zellregeneration, Zellteilung, Zellwachstum und Differenziation der Zellen studiert. Nach erfolgreicher Durchführung der Experimente wurden die Proben jeweils gekühlt oder eingefroren. BioRack ist eine zwei Schränke umfassende Anlage mit mehreren Inkubatoren, in denen die Temperatur während des Versuches konstant gehalten werden kann, einer Kühlanlage (−22 °C bis +10 °C) und der entsprechenden Steuerung. Die Proben werden über eine Handschuhbox für die entsprechenden Untersuchungen vorbereitet.
Erstmals zum Einsatz kam das Experiment KidSat, mit dem amerikanische Schüler selbst die Steuerung einer Kamera übernehmen konnten. Deren Bilder wurden anschließend direkt in die beteiligten Schulen übermittelt. Mit dem Shuttle Amateur Radio Experiment (SAREX) konnten außerdem Schüler- und Studentengruppen mit den Raumfahrern in direkten Funkkontakt treten. SAREX ist seit vielen Jahren Bestandteil des Shuttle-Programms.
Weitere Untersuchungen an Bord der Atlantis betrafen die Messung von Interferenzsignalen im Bereich von 400 MHz bis 18 GHz in der Umgebung der russischen Raumstation (Experiment MEFC) und Messungen der Intensität eines erst vor wenigen Jahren entdeckten Gürtels niederenergetischer Teilchenstrahlung (TRIS), bei dem insbesondere die Gefährdung von empfindlichen elektronischen Geräten und Raumfahrern bei Außenbordarbeiten im Mittelpunkt des Interesses steht. Mit Hilfe von Polycarbonat-Detektoren lassen sich Art, Energie und Einschlagrichtung der Partikel bestimmen. Außerdem will man theoretische Aussagen darüber gewinnen, wie die elektrisch geladenen Kerne vom Magnetfeld der Erde eingefangen werden. Durchgeführt wurden des Weiteren Experimente zur Diffusion von Flüssigkeiten (QUELD), zur Herstellung von Proteinkristallen für medizinische Zwecke, zur Erprobung eines neuen Gasanalysesystems (GASMAP) und zur drahtlosen Vernetzung von Computern (WNE). Wegen schlechten Wetters wurde der Flug um einen Tag verlängert. Trotzdem musste dann die Landung auf dem Luftwaffenstützpunkt in Edwards erfolgen.